# Nonsensmutation
En nonsensmutation er en genetisk mutation hvori en insertion eller deletion resulterer i et stop codon for tidligt i sekvensen, dette resulterer i et ikke færdigt protein, hvilket oftest ikke er funktionelt.